# Ion I. Niculescu
Ion I. Niculescu (n. 1907 - d. ?) a fost un inginer român, specialist în radiocomunicații. A avut contribuții importante la dezvoltarea rețelei de radiocomuniocații din România și la organizarea și dezvoltarea activității radioamatorismului românesc pe unde scurte.